# Klosterhof 28 (Maulbronn)

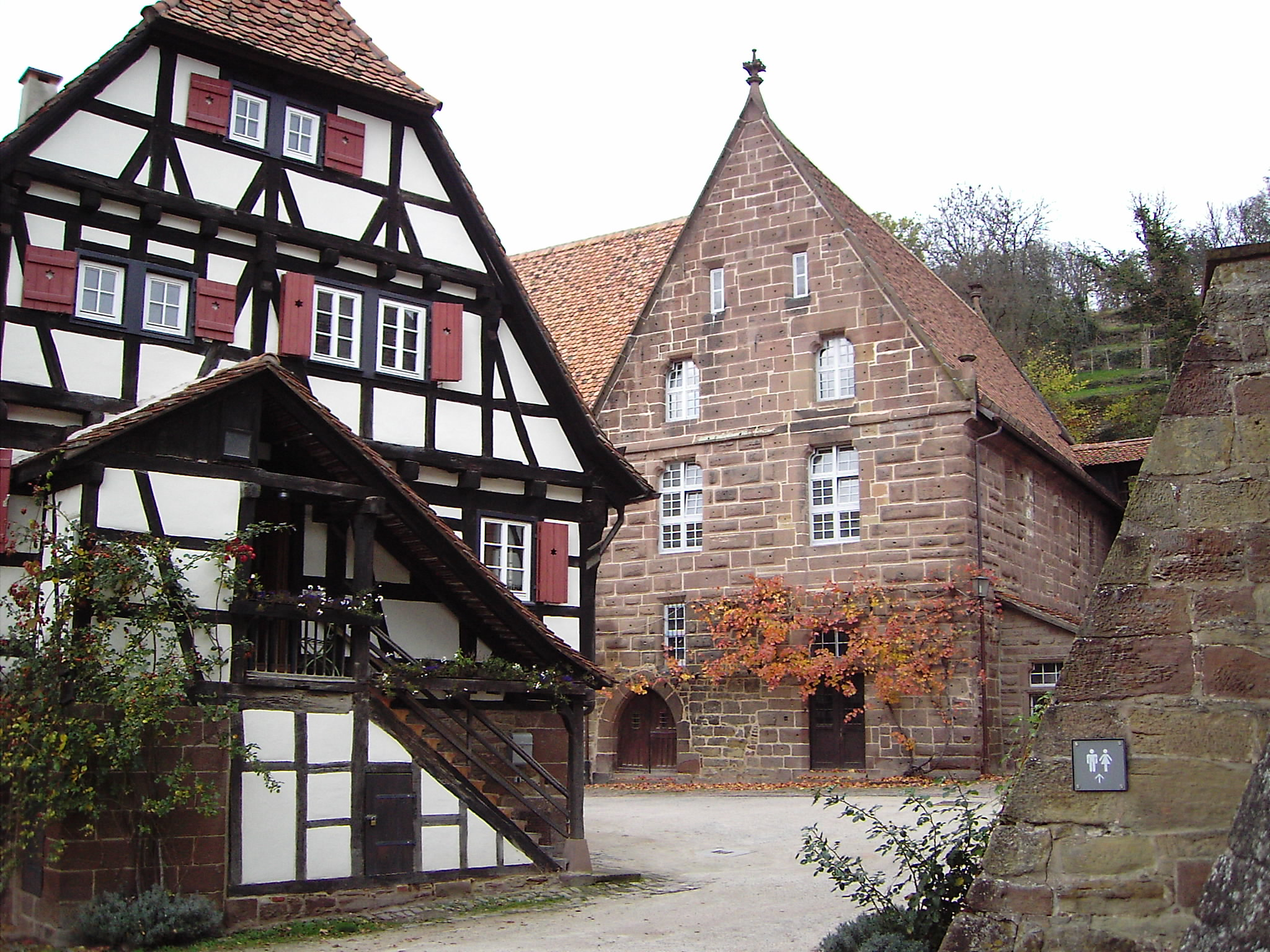
Fachwerkhaus Klosterhof 28 in Maulbronn

Das Gebäude Klosterhof 28 in Maulbronn, einer Stadt im Enzkreis in Baden-Württemberg, ist ein Fachwerkhaus im ehemaligen Klosterhof des Klosters Maulbronn. Das Gebäude ist ein geschütztes Kulturdenkmal.

## Beschreibung
Das lange Gebäude war ehemals die Pfisterei des Klosters. Es wurde um 1520/21 errichtet und besteht aus einem gemauerten Erdgeschoss aus Maulbronner Sandstein, einem Fachwerkstock und zwei Dachstöcken, die vorkragen. Im Erdgeschoss befanden sich die Ställe für die Esel der Müller und Bäcker.
An der Giebelseite führt eine überdachte Treppe zum Fachwerkoberstock, wo von außen die Balken des Fußbodens gut sichtbar sind. Über den Dachstöcken, mit kurzen Fußstreben und keinen besonderen Zierfomen, befindet sich ein Krüppelwalm. Die Konsolen an den Eck- und Bundständern sind mit Einkerbungen verziert.